# 장흥 (연호)
장흥(長興, 930년 2월 ~ 934년 1월)은 후당(後唐) 명종(明宗) 이단(李亶)의 두번째 연호이다. 3년 11개월 가량 사용하였다. 명종(明宗)이 죽고 난 후에 민제(閔帝)가 응순으로 개원할 때까지 사용하였다. 후진(後晉) 황제 석경당(石敬瑭)이 천복으로 개원하기 전까지 썼던 연호이다.
장흥 연호를 차용한 십국(十國) 국가는 민나라(閩, 930년 2월 ~ 933년 1월), 형남(荊南), 남초(南楚), 오월(吳越, 932년 2년 ~ 934년 1월), 후촉(後蜀, 934년 윤 1월 ~ 4월)이 있다.

## 개원
- 천성(天成) 5년 2월 21일[1](930년 3월 23일)에 연호를 장흥(長興)으로 개원함.[2][3][4][5]

- 장흥(長興) 5년 1월 7일[6](934년 1월 24일)에 연호를 응순(應順)으로 개원함.[7][8][9][5]

## 연대 대조표
| 장흥       | 원년           | 2년        | 3년        | 4년             | 5년        |
| 서기(西紀) | 930년          | 931년      | 932년      | 933년           | 934년      |
| 간지(干支) | 경인(庚寅)     | 신묘(辛卯) | 임진(壬辰) | 계사(癸巳)      | 갑오(甲午) |
| 거란(契丹) | 천현(天顯) 5년 | 6년        | 7년        | 8년             | 9년        |
| 남한(南漢) | 대유(大有) 3년 | 4년        | 5년        | 6년             | 7년        |
| 양오(楊吳) | 대화(大和) 2년 | 3년        | 4년        | 5년             | 6년        |
| 오월(吳越) | 보정(寶正) 5년 | 6년        | -          | -               | -          |
| 민(閩)     | -              | -          | -          | 용계(龍啓) 원년 | 2년        |

## 동시대 연호

### 한국
고려(高麗)
- 천수(天授) (918년 ~ 933년)

후백제(後百濟)
- 정개(正開) (900년 ~ 936년)

### 중국
거란(契丹)
- 천현(天顯) (926년 ~ 938년)

남한(南漢)
- 대유(大有) (928년 ~ 942년)

양오(楊吳)
- 대화(大和) (929년 ~ 935년)

오월(吳越)
- 보정(寶正) (926년 ~ 931년)

민(閩)
- 용계(龍啓) (933년 ~ 934년)

대의녕(大義寧)
- 흥성(興聖) (929년 ~ 930년)
- 대명(大明) (931년 ~ 937년)

호탄 왕국(于闐)
- 동경(同慶) (912년 ~ 966년)

### 일본
- 엔초(延長) (923년 ~ 931년)
- 조헤이(承平) (931년 ~ 938년)

## 참고 자료
- 《구오대사》(舊五代史) 권41 〈당서〉(唐書) 17 - 명종(明宗) 7
- 《신오대사》(新五代史) 권6 〈당본기〉(唐本紀) 3 - 명종(明宗)
- 《자치통감》(資治通鑑) 권277 〈후당기〉(後唐紀) 6
- 천문우주지식정보 음양력변환

## 같이 보기
- 중국의 연호 목록